# Wilhelm Skytte

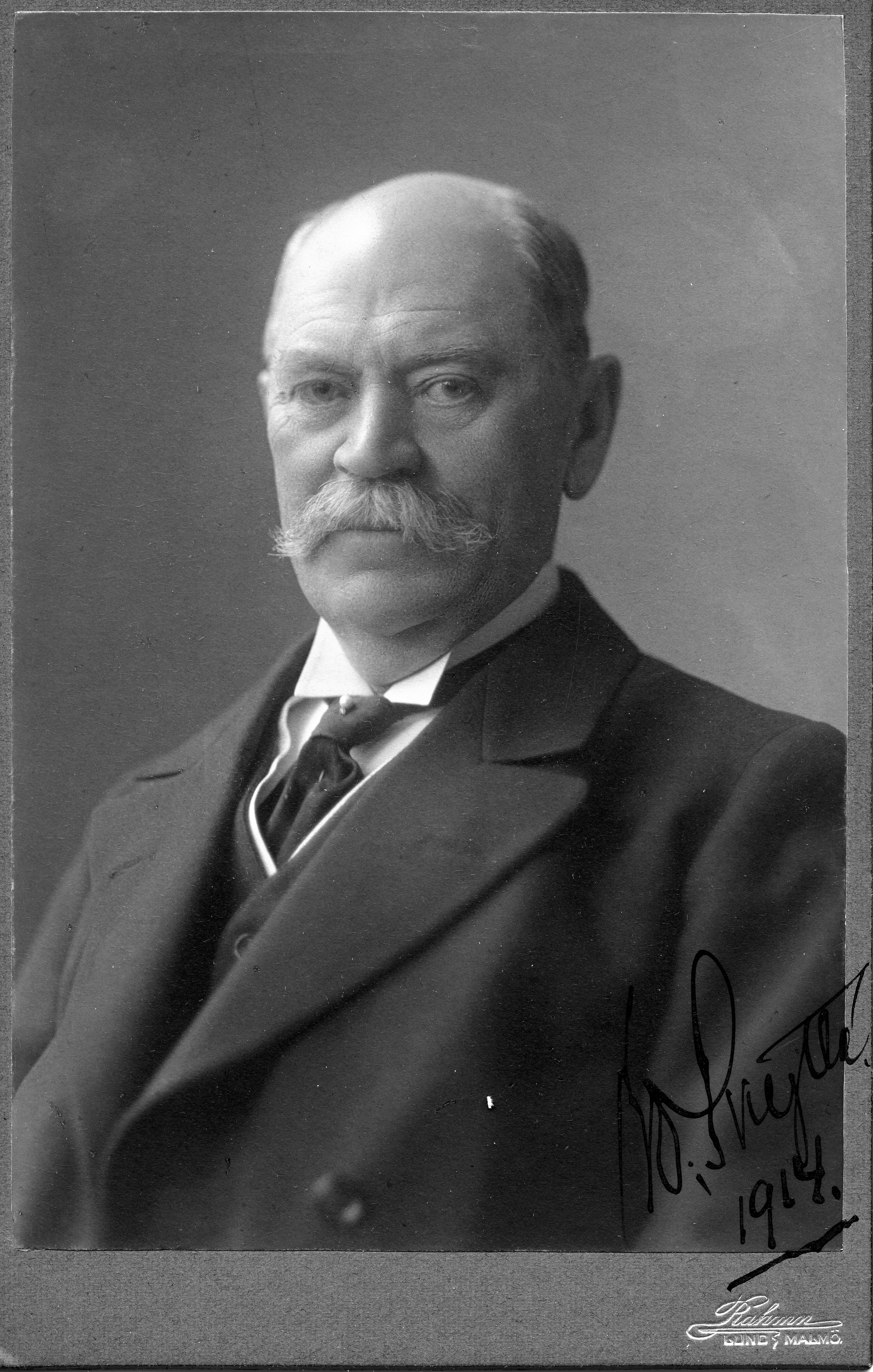
Wilhelm Skytte af Sätra.

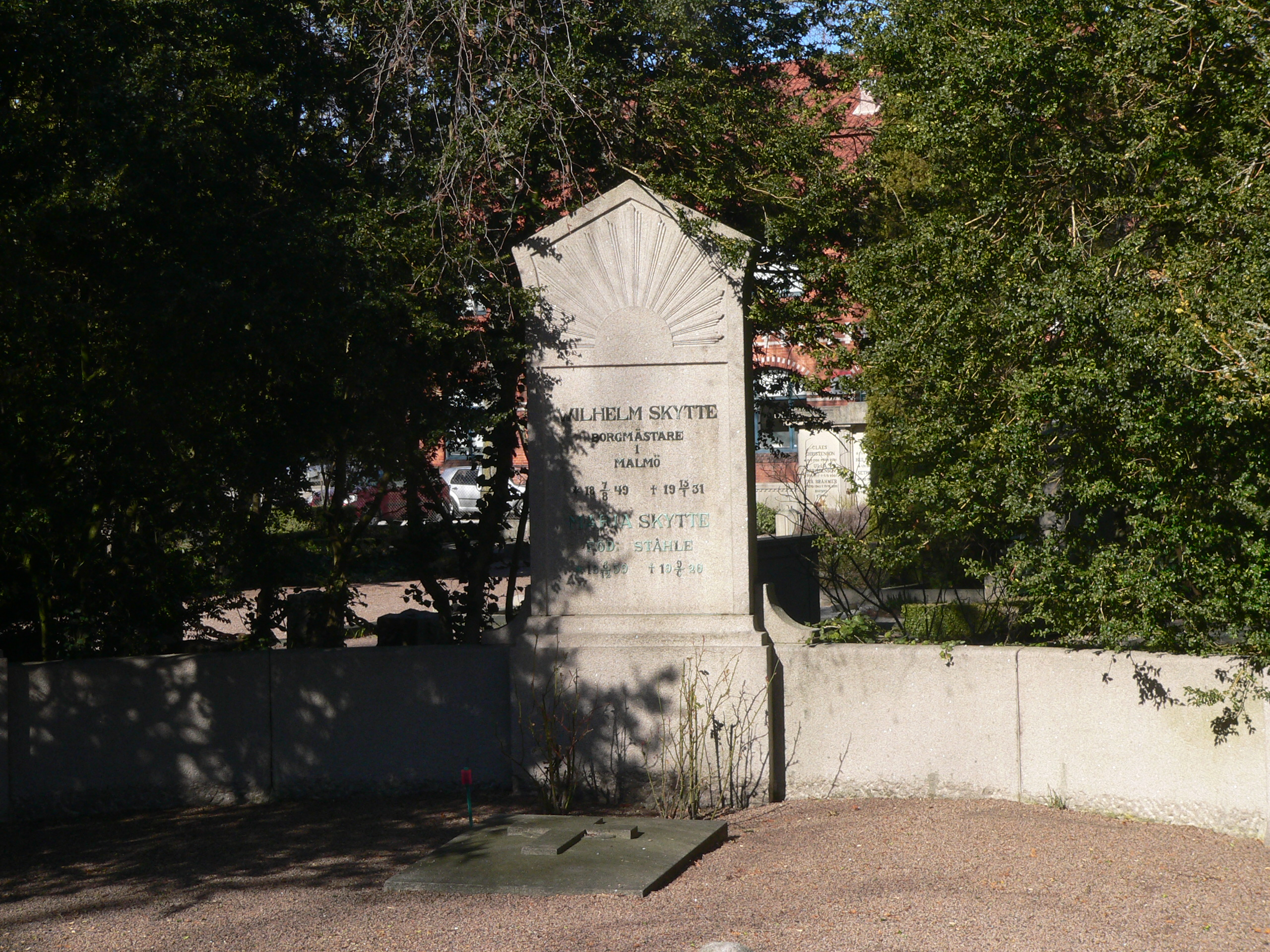
Wilhelm Skyttes grav på Sankt Pauli mellersta kyrkogård.

Göran Wilhelm Skytte af Sätra, född 7 augusti 1849 i Hammarö socken, Värmlands län, död 15 januari 1931 i Malmö Sankt Petri församling, Malmöhus län, var en svensk borgmästare och politiker.
Skytte avlade examen till rättegångsverken vid Uppsala universitet 1872 och blev extra ordinarie notarie i Stockholms rådstuvurätt  och Svea hovrätt 1873. Året därpå blev han auskultant i Hovrätten över Skåne och Blekinge, vice häradshövding 1875 och var tillförordnad länsnotarie i Malmö 1878–1879. I sistnämnda stad blev han rådman 1879, överexekutor 1881 och var borgmästare 1904–1918.
Skytte var ledamot av riksdagens andra kammare för Malmö stad 1891–1896, där han tillhörde dåvarande centern 1891–1892, borgmästarepartiet 1893–94 och nya centern 1895–1896. I Malmö var han ordförande i fattigvårdsstyrelsen 1881 och i drätselkammaren 1895–1904. 
Skytte hade också uppdrag i flera enskilda järnvägsaktiebolag (som vice verkställande direktör, ordförande, vice ordförande och ledamot) och var bland annat också ordförande i centralstyrelsen för AB Skånska Handelsbanken 1896–1919 och i Skandinaviska Kredit AB 1919–1924.
Wilhelm Skytte var son till Ebbe Peter Skytte af Sätra och Emma Catharina Sofia Palm. Han ingick 1878 äktenskap med Maria Ståhle (1859–1920), dotter av handlanden Anders Teodor Ståhle och Christina Margareta Andersson. Adoptivdottern Nan Skytte (1901–1987) gifte sig 1924 med den svensk-danske domkyrkoarkitekten Eiler Græbe. Wilhelm och Maria Skytte är begravna på S:t Pauli mellersta kyrkogård.